# خوان فرنسيسكو مونيوث ميلو
خوان فرنسيسكو مونيوث ميلو (بالإسبانية: Juan Francisco Muñoz Melo)‏ (25 يونيو 1959 في إسبانيا - ) هو لاعب كرة يد إسباني في مركز ظهير ‏. شارك في الألعاب الأولمبية الصيفية 1980. ولعب مع نادي برشلونة لكرة اليد.

## وصلات خارجية
- خوان فرنسيسكو مونيوث ميلو على موقع اللجنة الأولمبية الدولية (الإنجليزية)
- خوان فرنسيسكو مونيوث ميلو على موقع أوليمبيديا (الإنجليزية)
- خوان فرنسيسكو مونيوث ميلو على موقع اللجنة الأولمبية الإسبانية (الإسبانية)